# Sistem afocal
În optică, un sistem afocal este un sistem optic centrat, format din două lentile sau grupuri de lentile dispuse astfel ca focarul-imagine al primei lentile să coincidă cu focarul-obiect al celei de-a doua.
Un fascicul incident de raze paralele cu axa sistemului rămâne paralel și la ieșirea din sistem.
Astfel de sisteme sunt telescoapele și lunetele astronomice.

## Formula optică a unui sistem afocal
Un sistem afocal poate fi realizat  cu două lentile. Este suficient să se facă să coincidă punctul focal imagine al primei lentile cu punctul focal obiect al celei de-a doua lentile. În acest caz prima lentilă este denumită obiectiv, iar cealaltă ocular. O formulă optică  care să grupeze o lentilă convergentă și o lentilă divergentă, unde focarul imagine al uneia se confundă cu focarul obiect al celeilalte este posibilă. Această formulă permite să se reducă problemele sistemului. Dar potrivit combinației de lentile, această rază va fi mai apropiată sau mai îndepărtată de axa optică.
Dacă razele intră paralele între ele sub un anumit unghi α și ies paralele între ele sub un alt unghi α'  măsurat în raport cu axa optică a celor două lentile, atunci se pot defini mărirea  unghiulară: G= α'/α și lărgirea fasciculului: G= F/f, unde F distanța focală a obiectivului și f distanța focală a ocularului. Raportul mărimilor fasciculului la intrare și la ieșire este egal cu: 1/G

Sistem afocal teleobiectiv

### Teleobiectivul
Un teleobiectiv este format dintr-un sistem convergent în față căruia se plasează un sistem afocal, iar prin aceasta, unghiul câmpului este redus, astfel se obține un obiectiv care produce o mărire identică cu a unui obiectiv cu focală lungă normală, dar cu probleme reduse.

### Telescoape
Un telescop (sau o lunetă) este un sistem afocal fiindcă permite să se conjuge un obiect la infinit — o stea, o planetă, o galaxie… — cu ochiul. Imaginea obținută de un telescop este situată la infinit, pentru obținerea unui confort vizual pentru utilizator. În fapt, astfel, ochiul utilizatorului nu trebuie să se acomodeze. Imaginile obținute sunt inversate, dacă nu se utilizează un redresor al imaginilor, fapt care ar avea drept consecință pierderea de lumină în aceste cazuri.